# Rai Fiction
Rai Fiction è la struttura della Rai che si occupa della realizzazione di fiction televisive per i canali televisivi dell'azienda. La struttura è diretta da Maria Pia Ammirati.

## Storia
Rai Fiction, costituita nel 1997, deriva dalla divisione della precedente Direzione Rai Cinemafiction (diretta da Sergio Silva) in due unità completamente diverse tra loro: Rai Fiction e Rai Cinema (quest'ultima destinata ad esternalizzazione in controllata della Rai). Direttori di Rai Fiction sono stati Stefano Munafò, Agostino Saccà e, dal 2008, Fabrizio Del Noce.
Il 5 settembre 2012 il CdA nomina nuovo direttore Eleonora Andreatta, figlia di Beniamino, già capostruttura di Rai Fiction succedendo a Fabrizio Del Noce che lascia causa pensionamento; Andreatta è la prima donna a dirigere tale struttura. Quest'ultima lascia la direzione il 22 giugno 2020, cui subentra Fabrizio Salini ad interim fino al 10 novembre del 2020, quando viene nominata alla direzione Maria Pia Ammirati, già direttrice di Rai Teche.

## Attività
La struttura ha il compito di realizzare telefilm, film tv o generi assimilabili come serie TV, film TV, sit-com e soap opera. In alcuni casi la Rai coproduce tali opere con varie case di produzione esterne all'azienda.
Rai Fiction si è occupata fino al giugno 2017 (quando questa attività è confluita in Rai Ragazzi) anche della produzione e coproduzione di cartoni animati indirizzati esclusivamente ad un target di pubblico di bambini in età scolare e pre-scolare, con un budget dedicato, ed è divenuta il motore delle principali società e studi italiani di animazione televisiva, come ad esempio la Rainbow con la serie animata Winx Club.

## Prodotti

### Serie TV
- 1997-in corso - Un posto al sole (dalla stagione 2)
- 1998-2008 - Il maresciallo Rocca (st. 2-5 e miniserie conclusiva)
- 1998-2000 - Linda e il brigadiere (st. 2-3)
- 1997-2001 - La piovra (st. 8-10)
- 1997 - Disokkupati
- 1997-1999 - Un prete tra noi
- 1998 - Il mastino
- 1998-2000 - Provincia segreta
- 1998-2000 - Le ragazze di piazza di Spagna
- 1998 - Trenta righe per un delitto
- 1998 - Avvocati
- 1998-2008 - Incantesimo
- 1998-1999 - Lui e lei
- 1998-2001 - Una donna per amico
- 1998 - Cronaca nera
- 1998-2016 - Un medico in famiglia
- 1999-2002 - Commesse
- 1999-2021 - Il commissario Montalbano
- 1999 - Baldini e Simoni
- 1999-2001 - Non lasciamoci più
- 1999-2000 - Lezioni di guai
- 2000-in corso - Don Matteo
- 2000 - Nebbia in Valpadana
- 2000-2007 - La squadra
- 2000-2001 - Ricominciare
- 2000-2005 - Sospetti
- 2001 - Angelo il custode
- 2001-2003 - Casa famiglia
- 2001 - Compagni di scuola
- 2002-2003 - Cuori rubati
- 2002-2004 - Vento di ponente
- 2002 - Stiamo bene insieme
- 2002 - Max e Tux
- 2002-2006 - Lo zio d'America
- 2003-2005 - Un posto tranquillo
- 2003-2013 - Un caso di coscienza
- 2003 - Cinecittà
- 2003-2004 - Mammamia!
- 2004 - Diritto di difesa
- 2004-2006 - Orgoglio
- 2004-2005 - Amanti e segreti
- 2004-2007 - La stagione dei delitti
- 2004 - La omicidi
- 2005-2007 - Il capitano
- 2005 - Una famiglia in giallo
- 2005-2017 - Provaci ancora prof!
- 2005-2009 - Nebbie e delitti
- 2005-2007 - Gente di mare
- 2006 - Sottocasa
- 2006-2008 - Cotti e mangiati
- 2006-2010 - Capri
- 2006-2007 - Andata e ritorno
- 2006-2009 - Butta la luna
- 2006-2008 - Raccontami
- 2006-2010 - Crimini
- 2007-2011 - Piloti
- 2007-2010 - Medicina generale
- 2007 - Colpi di sole
- 2007-2009 - 7 vite
- 2007-2010 - Donna detective
- 2008-2015 - Rex
- 2008-2010 - La nuova squadra
- 2008-2010 - Ho sposato uno sbirro
- 2008-2009 - Terapia d'urgenza
- 2008-2009 - Agrodolce
- 2008-2012 - Tutti pazzi per amore
- 2009-2011 - Il commissario Manara
- 2009 - Il bene e il male
- 2009 - Chiamatemi Giò
- 2010 - Io e mio figlio - Nuove storie per il commissario Vivaldi
- 2010 - La ladra
- 2010-2012 - Terra ribelle
- 2010-2013 - Paura di amare
- 2011-2013 - Rossella
- 2011-2015 - La narcotici
- 2011-2015 - Fuoriclasse
- 2011 - Cugino & cugino
- 2011-in corso - Un passo dal cielo
- 2011 - Il segreto dell'acqua
- 2011-in corso - Che Dio ci aiuti
- 2012-2014 - Il restauratore
- 2012-2015 - Il giovane Montalbano
- 2012 - Il commissario Nardone
- 2012 - Nero Wolfe
- 2012-2015 - Una grande famiglia
- 2012-2018 - Questo nostro amore
- 2014-2016 - Braccialetti rossi
- 2014 - Purché finisca bene
- 2014 - Una buona stagione
- 2014 - Un'altra vita
- 2014-2015 - Il candidato - Zucca presidente
- 2014 - Impazienti
- 2014-2018 - Una pallottola nel cuore
- 2014 - Zio Gianni
- 2014 - Il ritorno di Ulisse
- 2015 - La dama velata
- 2015-2018 - Non uccidere
- 2015-2018 - È arrivata la felicità
- 2015-2017 - Sotto copertura
- 2015-in corso - Il paradiso delle signore
- 2015-2018 - Tutto può succedere
- 2016 - Come fai sbagli
- 2016 - Il sistema
- 2016-2018 - Non dirlo al mio capo
- 2016-2017 - Complimenti per la connessione
- 2016 - Catturandi - Nel nome del padre
- 2016-2020 - L'allieva
- 2016-2019 - I Medici
- 2016-in corso - Rocco Schiavone
- 2016-2018 - La Mafia uccide solo d'estate
- 2017-2023 - I bastardi di Pizzofalcone
- 2017-2023 - La porta rossa
- 2017 - Sorelle
- 2017 - Camera Café (solamente la stagione 6)
- 2017 - Sirene
- 2017-2019 - La strada di casa
- 2017 - Scomparsa
- 2018 - La linea verticale
- 2018 - Romanzo famigliare
- 2018-2021 - Il cacciatore
- 2018-2020 - La vita promessa
- 2018 - I topi
- 2018-2022 - Nero a metà
- 2018-2024 - L'amica geniale
- 2019-2021 - La Compagnia del Cigno
- 2019 - Mentre ero via
- 2019 - L'Aquila - Grandi speranze
- 2019-in corso - Imma Tataranni - Sostituto procuratore
- 2019-2022 - Volevo fare la rockstar
- 2019 - Pezzi unici
- 2019 - Liberi tutti
- 2020 - Passeggeri notturni
- 2020-in corso - Doc - Nelle tue mani
- 2020 - Vivi e lascia vivere
- 2020-in corso - Mare fuori
- 2020 - L'Alligatore
- 2021-in corso - Mina Settembre
- 2021-in corso - Il commissario Ricciardi
- 2021-in corso - Le indagini di Lolita Lobosco
- 2021 - Leonardo
- 2021-in corso - Màkari
- 2021 - Fino all'ultimo battito
- 2021-in corso - Cuori
- 2021-in corso - Un professore
- 2021-in corso - Blanca
- 2022-2023 - Lea
- 2022 - Noi
- 2022 - Bangla - La serie
- 2022-2024 - Studio Battaglia
- 2022 - Corpo libero
- 2022-in corso - Vincenzo Malinconico, avvocato d'insuccesso
- 2022 - Sopravvissuti
- 2023 - 2025 Black Out
- 2023-in corso - I casi di Teresa Battaglia
- 2023 - Resta con me
- 2023 - Shake
- 2023 - Noi siamo leggenda
- 2024 - Gloria
- 2024 - Il clandestino
- 2024 - Kostas
- 2024 - Sempre al tuo fianco
- 2024 - Brennero
- 2024 - Never too late
- 2024 - Stucky
- 2024 - Libera
- 2025 - Belcanto
- 2025 - Costanza
- 2025 - Fuochi d'artificio
- 2025 - Gerri

### Miniserie TV
- 1997 - Primo cittadino
- 1997 - La piovra 8 - Lo scandalo
- 1997 - Mamma per caso
- 1997 - Nessuno escluso
- 1997 - Mio padre é innocente
- 1997 - Don Milani - Il priore di Barbiana
- 1997 - Salomone
- 1997 - Un giorno fortunato
- 1998 - In fondo al cuore
- 1998 - Trenta righe per un delitto
- 1998 - La piovra 9 - Il patto
- 1998 - L'elefante bianco
- 1998 - Costanza
- 1999 - La vita che verrà
- 1999 - Una sola debole voce
- 1999 - Ama il tuo nemico
- 1999 - La donna del treno
- 1999 - Fine secolo
- 1999 - Con il cuore in gola
- 1999 - La vita in briciole
- 1999 - Il medico dell'impossibile magia verde
- 1999 - La valle della speranza
- 1999 - Vento di mare
- 1999 - Il mistero del cortile
- 1999 - Morte di una ragazza perbene
- 1999 - Ombre
- 1999 - Tutti per uno
- 1999 - L'amore oltre la vita
- 1999 - Madri
- 1999 - I guardiani del cielo
- 1999 - Tutti per uno
- 2000 - Il rumore dei ricordi
- 2000 - Lourdes
- 2000 - Torniamo a casa
- 2000 - La bicicletta blu
- 2000 - Giochi pericolosi
- 2000 - Piovuto dal cielo
- 2000 - Prigioniere del cuore
- 2000 - Un colpo al cuore
- 2000 - Senso di colpa
- 2000 - Come quando fuori piove
- 2000 - Il furto del tesoro
- 2000 - Padre Pio - Tra cielo e terra
- 2000 - Una storia qualunque
- 2000 - San Paolo
- 2001 - La piovra 10
- 2001 - Ama il tuo nemico 2
- 2001 - Donne di mafia
- 2001 - Brancaccio
- 2001 - L'attentatuni - Il grande attentato
- 2001 - Come l'America
- 2001 - Giulia e Marco - Inviati speciali
- 2001 - La voce del sangue
- 2001 - La crociera
- 2001 - Una sola debole voce 2
- 2001 - L'uomo che piaceva alle donne - Bel Ami
- 2001 - Senza confini
- 2001 - Crociati
- 2001 - Sarò il tuo giudice
- 2001 - La memoria e il perdono
- 2002 - L'ultimo rigore
- 2002 - Cuccioli
- 2002 - Maria José - L'ultima regina
- 2002 - Le ragioni del cuore
- 2002 - Resurrezione
- 2002 - Perlasca - Un eroe italiano
- 2002 - Io ti salverò
- 2002 - Giorni da Leone
- 2002 - Papa Giovanni - Ioannes XXIII
- 2002 - Io ti salverò
- 2002 - La guerra è finita
- 2002 - Il bacio di Dracula
- 2002 - Tutto in quella notte
- 2002 - Napoleone
- 2002 - Padri
- 2002 - Storie di guerra e di amicizia
- 2003 - Chiaroscuro
- 2003 - Antonia
- 2003 - Tutti i sogni del mondo
- 2003 - La cittadella
- 2003 - Soldati di pace
- 2003 - Ics - L'amore ti dà un nome
- 2003 - Un papà quasi perfetto
- 2003 - Salvo D'Acquisto
- 2003 - Soraya
- 2003 - Madre Teresa
- 2003 - Marcinelle
- 2003 - Augusto - Il primo imperatore
- 2003 - La meglio gioventù
- 2003 - Una vita in regalo
- 2004 - La tassista
- 2004 - Part time
- 2004 - Vite a perdere
- 2004 - Amiche
- 2004 - Luisa Sanfelice
- 2004 - Raccontami una storia
- 2004 - Attenti a quei tre
- 2004 - Al di là delle frontiere
- 2004 - Mai storie d'amore in cucina
- 2004 - La fuga degli innocenti
- 2004 - Nerone
- 2004 - Don Bosco
- 2004 - Cime tempestose
- 2004 - Virginia, la monaca di Monza
- 2004 - Le cinque giornate di Milano
- 2004 - A casa di Anna
- 2004 - Questo amore
- 2004 - Posso chiamarti amore?
- 2005 - Un anno a primavera
- 2005 - Mio figlio
- 2005 - La caccia
- 2005 - La bambina dalle mani sporche
- 2005 - Il veterinario
- 2005 - Il cuore nel pozzo
- 2005 - Il bell'Antonio
- 2005 - Meucci - L'italiano che inventò il telefono
- 2005 - Cefalonia
- 2005 - De Gasperi - L'uomo della speranza
- 2005 - L'uomo sbagliato
- 2005 - Edda
- 2005 - L'amore non basta
- 2005 - Il Grande Torino
- 2005 - San Pietro
- 2005 - Regina dei fiori
- 2005 - Giovanni Paolo II
- 2005 - La maledizione dei templari
- 2006 - L'uomo che sognava con le aquile
- 2006 - Gino Bartali - L'intramontabile
- 2006 - La notte breve
- 2006 - La buona battaglia - Don Pietro Pappagallo
- 2006 - I figli strappati
- 2006 e 2008 - Giorni da Leone 2
- 2006 - Joe Petrosino
- 2006 - Giovanni Falcone - L'uomo che sfidò Cosa Nostra
- 2006 - Papa Luciani - Il sorriso di Dio
- 2006 - Assunta Spina
- 2006 - La contessa di Castiglione
- 2007 - Eravamo solo mille
- 2007 - Ma chi l'avrebbe mai detto
- 2007 - Exodus - Il sogno di Ada
- 2007 - Operazione pilota
- 2007 - Pompei
- 2007 - Le ragazze di San Frediano
- 2007 - Il segreto di Arianna
- 2007 - La baronessa di Carini
- 2007 - L'inchiesta
- 2007 - Caccia segreta
- 2007 - Era mio fratello
- 2007 - La terza verità
- 2007 - Guerra e pace
- 2008 - Il coraggio di Angela
- 2008 - Per una notte d'amore
- 2008 - Il commissario De Luca
- 2008 - Don Zeno - L'uomo di Nomadelfia
- 2008 - Il bambino della domenica
- 2008 - Fidati di me
- 2008 - La stella della porta accanto
- 2008 - Una madre
- 2008 - Einstein
- 2008 - Artemisia Sanchez
- 2009 - Pane e libertà
- 2009 - Lo smemorato di Collegno
- 2009 - David Copperfield
- 2009 - Enrico Mattei - L'uomo che guardava al futuro
- 2009 - L'uomo che cavalcava nel buio
- 2009 - Tutta la verità
- 2009 - Una sera d'ottobre
- 2009 - Le segretarie del sesto
- 2010 - Gli ultimi del paradiso
- 2009 - Pinocchio
- 2010 - Lo scandalo della Banca Romana
- 2010 - Sant'Agostino
- 2010 - C'era una volta la città dei matti...
- 2010 - Sissi
- 2010 - La mia casa è piena di specchi
- 2010 - Preferisco il paradiso
- 2010 - Le ragazze dello swing
- 2010 - La leggenda del bandito e del campione
- 2010 - Sotto il cielo di Roma
- 2010 - Mia madre
- 2010 - Tutti i padri di Maria
- 2010 - Le cose che restano
- 2011 - Eroi per caso
- 2011 - Atelier Fontana - Le sorelle della moda
- 2011 - La donna della domenica
- 2011 - Notte prima degli esami '82
- 2011 - Il signore della truffa
- 2011 - Tiberio Mitri - Il campione e la miss
- 2011 - Il generale Della Rovere
- 2011 - Violetta
- 2011 - La donna che ritorna
- 2011 - Dove la trovi una come me?
- 2011 - Cenerentola
- 2011 - La ragazza americana
- 2011 - Sarò sempre tuo padre
- 2012 - Anita Garibaldi
- 2012 - La vita che corre
- 2012 - Il generale dei briganti
- 2012 - Walter Chiari - Fino all'ultima risata
- 2012 - La Certosa di Parma
- 2012 - Il sogno del maratoneta
- 2012 - Mai per amore
- 2012 - Maria di Nazaret
- 2012 - Zodiaco - Il libro perduto
- 2012 - L'olimpiade nascosta
- 2012 - Cesare Mori - Il prefetto di ferro
- 2012 - Caruso, la voce dell'amore
- 2012 - Il caso Enzo Tortora - Dove eravamo rimasti?
- 2012 - Sposami
- 2012 - Né con te né senza di te
- 2012 - Le mille e una notte - Aladino e Sherazade
- 2013 - Volare - La grande storia di Domenico Modugno
- 2013 - Barabba'
- 2013 - Rosso San Valentino
- 2013 - Altri tempi
- 2013 - Adriano Olivetti - La forza di un sogno
- 2013 - Anna Karenina
- 2013 - Casa e bottega
- 2013 e 2014 - Un matrimonio
- 2014 - Madre, aiutami
- 2014 - Non é mai troppo tardi
- 2014 - Gli anni spezzati
- 2014 - Il giudice meschino
- 2014 - La strada dritta
- 2014 - Qualunque cosa succeda
- 2014 - Francesco
- 2014 - La bella e la bestia
- 2015 - Ragion di Stato
- 2015 - L'angelo di Sarajevo
- 2015 - L'Oriana
- 2015 - Anna e Yusef
- 2015 - Pietro Mennea - La freccia del Sud
- 2015 - Grand Hotel
- 2015 - Questo è il mio paese
- 2016 - Tango per la libertà
- 2016 - Luisa Spagnoli
- 2016 - Io non mi arrendo
- 2016 - Baciato dal sole
- 2016 - Boris Giuliano - Un poliziotto a Palermo
- 2016 - Donne
- 2016 - Lampedusa - Dall'orizzonte in poi
- 2017 - C'era una volta Studio Uno
- 2017 - Di padre in figlia
- 2017 - Maltese - Il romanzo del Commissario
- 2018 - Il capitano Maria
- 2018 - Il confine
- 2019 - Il nome della rosa
- 2020 - La guerra è finita
- 2020 - Come una madre
- 2020 - Bella da morire
- 2020 - Gli orologi del diavolo
- 2020 - Io ti cercherò
- 2020 - Vite in fuga
- 2021 - Chiamami ancora amore
- 2022 - La sposa
- 2022 - Solo per passione - Letizia Battaglia fotografa
- 2022 - Vostro onore
- 2022 - Circeo
- 2023 - Il nostro generale
- 2023 - Sei donne - Il mistero di Leila
- 2023 - Vivere non é un gioco da ragazzi
- 2023 - Per Elisa - Il caso Claps
- 2024 - La Storia
- 2024 - La lunga notte - La caduta del Duce
- 2024 - Mameli - Il ragazzo che sognò l'Italia
- 2024 - Marconi - L'uomo che ha connesso il mondo
- 2024 - Mike
- 2025 - Leopardi - Il poeta dell'infinito

### Film TV
- 1998 - Nuda proprietà vendesi
- 1999 - Geremia il profeta
- 1999 - Ester
- 1999 - Una farfalla nel cuore
- 2006 - L'ultima frontiera
- 2006 - La notte breve
- 2006 - Il padre delle spose
- 2007 - Il Pirata - Marco Pantani
- 2007 - L'ultimo dei corleonesi
- 2009 - Miacarabefana.it
- 2010 - Mi ricordo Anna Frank
- 2010 - Mannaggia alla miseria
- 2010 - Il sorteggio
- 2011 - SOS Befana
- 2011 - L'amore proibito
- 2011 - Edda Ciano e il comunista
- 2011 - Storia di Laura
- 2012 - A fari spenti nella notte
- 2012 - Paolo Borsellino - I 57 giorni
- 2012 - Il paese delle piccole piogge
- 2012 - Santa Barbara
- 2013 - Il bambino cattivo
- 2014 - A testa alta - I martiri di Fiesole
- 2014 - L'assalto
- 2015 - Max e Hélène
- 2015 - Con il sole negli occhi
- 2015 - Lea
- 2015 - Limbo
- 2015 - Le nozze di Laura
- 2016 - Il sindaco pescatore
- 2016 - Felicia Impastato
- 2016 - Io sono Libero
- 2016 - Io ci sono
- 2016 - La classe degli asini
- 2017 - Il coraggio di vincere
- 2017 - Paolo Borsellino - Adesso tocca a me
- 2017 - In arte Nino
- 2018 - In punta di piedi
- 2018 - La mossa del cavallo - C'era una volta Vigata
- 2018 - Aldo Moro - Il professore
- 2018 - I nostri figli
- 2019 - Liberi di scegliere
- 2019 - Il mondo sulle spalle
- 2019 - La stagione della caccia - C'era una volta Vigata
- 2020 - La concessione del telefono - C'era una volta Vigata
- 2020 - Permette? Alberto Sordi
- 2020 - Rita Levi Montalcini
- 2020 - Io, una giudice popolare al Maxiprocesso
- 2020 - Natale in casa Cupiello
- 2021 - Chiara Lubich - L'amore vince tutto
- 2021 - Questo è un uomo
- 2021 - La bambina che non voleva cantare
- 2021 - Carosello Carosone
- 2021 - Sorelle per sempre
- 2021 - Carla
- 2022 - Rinascere
- 2022 - A muso duro - Campioni di vita
- 2022 - Tutto per mio figlio
- 2022 - Filumena Marturano
- 2022 - Arnoldo Mondadori - I libri per cambiare il mondo
- 2023 - Fernanda
- 2023 - Tina Anselmi - Una vita per la democrazia
- 2023 - La stoccata vincente
- 2024 - La luce nella masseria
- 2024 - La Rosa dell'Istria
- 2024 - Califano
- 2024 - Margherita delle stelle
- 2024 - Folle d'amore - Alda Merini
- 2024 - Questi fantasmi!
- 2025 - La farfalla impazzita
- 2025 - Champagne - Peppino di Capri

### Cartoni animati
- 1997 - Lupo Alberto
- 1997 - La principessa Sissi
- 1998 - Sandokan - La tigre della Malesia
- 1998 - Gibì e DoppiaW
- 1999 - Jolanda, la figlia del Corsaro Nero
- 2000 - Tommy & Oscar
- 2001 - Cocco Bill
- 2002 - Gino il pollo
- 2002 - Cuccioli
- 2002 - Wheel Squad
- 2003 - Un medico in famiglia
- 2003 - Sopra i tetti di Venezia
- 2003 - La famiglia spaghetti
- 2003 - Martin Mystère
- 2004 - Winx Club
- 2005 - Blanche
- 2005 - Farhat - Il principe del deserto
- 2005 - L'uomo invisibile
- 2005 - Monster Allergy
- 2005 - Street Football - La compagnia dei Celestini
- 2006 - L'ultimo dei Mohicani
- 2006 - Rat-Man
- 2006 - I Bi-Bi
- 2007 - Scuola di vampiri
- 2007 - Acqua in bocca
- 2008 - Kim
- 2008 - I Saurini e i viaggi del meteorite nero
- 2008 - Leonardo
- 2008 - Stellina
- 2009 - Farhat - Lo scorpione nero
- 2009 - Kim
- 2009 - PsicoVip
- 2009 - Huntik - Secrets & Seekers
- 2009 - Pipì, Pupù e Rosmarina
- 2009 - Geronimo Stilton
- 2010 - Spike Team
- 2011 - Mia and Me
- 2011 - The DaVincibles
- 2011 - Dixiland
- 2013 - Le straordinarie avventure di Jules Verne
- 2014 - Topo Tip
- 2015 - Giulio Coniglio
- 2015 - L'isola del tesoro
- 2016 - Bu-Bum! La strada verso casa
- 2016 - Bat Pat
- 2016 - Mini cuccioli
- 2016 - Regal Academy
- 2016 - Pirata e capitano
- 2016 - Zorro - La leggenda
- 2017 - Atchoo!

## Loghi

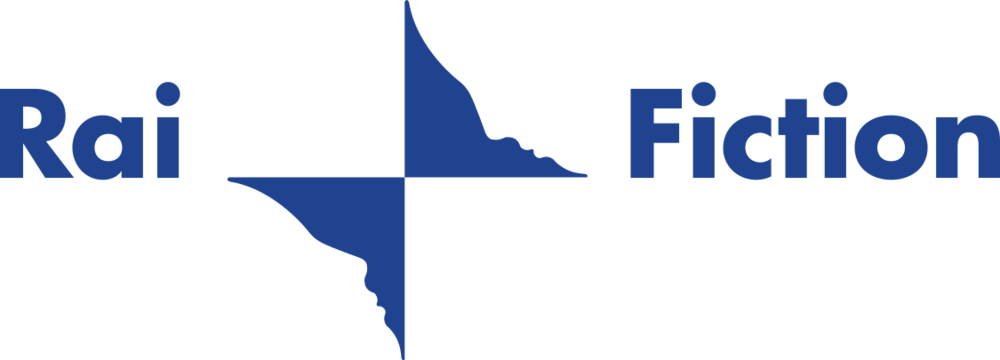
23 ottobre 2000 - 17 maggio 2010
18 maggio 2010 - 9 aprile 2017
In uso dal 10 aprile 2017